# De Man met het Gouden Hoofd
De Man met het Gouden Hoofd is het achtste stripverhaal van Nero. De eerste negen klassieke avonturen verschenen onder de titel De avonturen van detective Van Zwam. De reeks wordt getekend door striptekenaar Marc Sleen. De Nieuwe Gids publiceerde voorpublicaties tussen 17 januari 1950 en 31 maart 1950.

## Hoofdrollen
- Detective Van Zwam
- Nero
- Jan Spier
- Amedee (De man met het gouden hoofd)

## Het achtste album
Dit verhaal is het laatste verhaal dat voorgepubliceerd werd in de krant De Nieuwe Gids. Vervolgens verschijnen de avonturen in de krant Het Volk. Tevens verschijnt er in die periode geen album. De overgang naar een andere uitgeverij en de beperkte lengte van het verhaal, slechts 126 stroken, zijn er waarschijnlijk de belangrijkste oorzaken van. In 1971 publiceert een stripblad dit verhaal voor het eerst in album. Pas in 1982 zal uitgeverij Het Volk het verhaal in haar reeks herdrukken opnemen.

## Plot
Detective Van Zwam wordt ingeschakeld door een kolonel om zijn 15-jarige zoon, Amedee, te beschermen. Amedee is namelijk opgestaan met een gouden hoofd en wordt nu belaagd door diverse "geld- en goudwolven". Vooral een van de dokters wil absoluut Amedee's kostbare hoofd hebben. Hij schakelt een koppensneller in, maar Van Zwam koopt hem om om de dokter zelf te laten onthoofden. De dokter ontsnapt maar op het nippertje aan de dood en schakelt 2 gangsters, Knuil en Van Stamp, in om de klus te klaren. Zij ontvoeren Amedee en brengen hem naar een kasteel om hem met een guillotine te onthoofden. Ondertussen zijn ook de steenrijke Nero en Jan Spier in dit kasteel aangekomen om het te kopen. Jan Spier belandt echter in een vergeetput en terwijl Nero hem zoekt kan hij nog net verhinderen dat Knuil en Stamp Amedee guillotineren. De 2 booswichten worden echter door hun opdrachtgever opgebeld dat Van Zwam hen al opgespoord heeft en van plan is het kasteel met politieversterking binnen te vallen. Aldus worden ze bevolen naar Alaska te trekken, "het enige land waar de wet het onthoofden niet verbiedt." Nero weet te ontsnappen, maar valt in dezelfde vergeetput als Jan Spier. Als ze er weer uitgeklauterd zijn zijn de boeven samen met Amedee al naar Alaska gevlucht. Van Zwam komt aan in het kasteel en als hij hoort wat er gebeurd is, spreekt af met Nero en Van Zwam op het vliegveld, waar hij voor hen een vliegtuig zal regelen. Nero en Jan Spier stappen echter per ongeluk in een straalvliegtuig geleverd door het Amerikaans leger en vliegen ervandoor.
In Alaska komen ze een Eskimo tegen die dagelijks de as van de wereld smeert om te vermijden dat ze stilvalt. Toevallig komen Knuil en Van Stamp langs dezelfde iglo. Nero en Jan Spier besluiten te vechten om Amedee en winnen ook. Knuil en Van Stamp stelen echter hun vliegtuig, waardoor Nero en Jan Spier gedwongen zijn Amedee per slee weer naar huis te brengen. De reis duurt lang en Nero en co raken uitgeput. Een groepje Eskimo's komt hen tegen en brengt hen naar hun dorp. Daar moeten ze noodgedwongen een tijd blijven omdat de dooi zich inzet en het ijs zou kunnen breken onderweg. Jan Spier is inmiddels verliefd geworden op het Eskimomeisje Minoetje en blijft liever ook ter plekke. Nero is echter nieuwsgierig naar één iglo in het dorp waar men dagelijks eten neerzet, maar nooit iemand uitkomt. Uiteindelijk wordt het hem te bar en stookt hij een vuurtje waardoor de iglo smelt en de mysterieuze bewoner Adolf Hitler blijkt te zijn! Nero krijgt een letterlijke "bolwassing" (Vlaams voor "uitbrander") en wordt gestraft door voor de visvangst te zorgen. Amedee gaat met hem mee, maar wanneer Nero een walvis aan de haak slaat wordt de ijsschots waar ze op staan afgebroken en drijven ze de zee op. Tot overmaat van ramp begint de ijsschots te smelten. Gelukkig zien ze land en zwemmen naar de kust. Daar zwerven ze een tijdje rond tot ze aankomen bij een rivier vol goudklompen. Uitgeput van de dorst drinken Nero en Amedee uit de rivier. Hierdoor krijgt Amedee weer zijn normale gezicht en haar terug en groeit Nero zijn karakteristieke 2 sprieten op het hoofd. Amedee, die een pientere jongen blijkt te zijn, leidt Nero verder door het landschap. Net op het moment dat Nero het niet meer ziet zitten vinden Van Zwam, Jan Spier en Minoetje hen terug. Nero overhaalt Van Zwam de goudklompen en het water uit de rivier mee te nemen naar België. Eenmaal thuis wordt Amedee met zijn vader herenigd en een groot diner gehouden om dit te vieren.

## Achtergronden bij het verhaal
- Amedee herhaalt voortdurend het laatste woord van elke zin die mensen om hem heen zeggen. Deze running gag zou ook nog in latere Nero-albums terugkeren, zoals bij Papaver in De Rosse Rupsen (1972)
- De koppensneller heet "Oscar Bikini" en komt uit Waikiki Beach in de Stille Zuidzee (strook 13). Dit is de locatie waar in 1946 op de Bikiniatol een atoombom tot ontploffing werd gebracht. Toevallig zijn "Oscar" en "Bikini" ook de namen van 2 kinderen uit een andere stripreeks van Sleen, De Lustige Kapoentjes, die datzelfde jaar voor het eerst gepubliceerd werd.
- Wanneer de bandieten Amedee ontvoeren verwijt Van Zwam zichzelf: "Ik zou me beter met de Vlaamse Poëziedagen gaan bezig houden (sic)." (strook 29)
- De baron Lion de Champoing ("met een kleine d") (strook 37-42) is mogelijk een karikatuur van Jan Merckx.
- De as van de wereld die letterlijk gesmeerd moet worden (strook 73) is een idee dat Sleen later nog eens zou laten terugkeren in het Nero-album: "De Clo-Clo Clan" (1977).
- Nero vraagt de gastvrije man in strook 74: "Bent u een Eskimo?" De man antwoordt: "Nee, een Samaritaan." Dit is een verwijzing naar het Bijbelse verhaal van de barmhartige Samaritaan.
- Jan Spier ziet in strook 86 enkele figuren opdoemen in de verte en denkt dat het Eskimo's zijn. Het blijken echter pinguïns te zijn die plakkaten met het opschrift "JA" dragen. Dit is een verwijzing naar de Belgische koningskwestie, die tussen 1945 en 1951 erg actueel was. De bevolking werd toen verdeeld tussen mensen die voor de terugkeer van Leopold III waren en zij die er tegen waren. Sleen werkte toen voor een Vlaamse katholieke krant en stemde dus "JA" voor de terugkeer van de koning.
- Pinguïns komen in Alaska niet voor, maar wel op de Zuidpool. Toch zou Sleen in elk Nero-album dat op de Noordpool gesitueerd (onder meer De Granaatslikker (1957), "Hoed Je Voor Kastar" (1970), "De Clo-Clo Clan" (1977),...) de personages door deze vogels laten omringen. Wel liet hij Petoetje, Petatje, Adhemar,...steevast opmerken "dat pinguïns toch niet op de Noordpool voorkomen?!"
- Als de Eskimo in zijn taal tegen Nero praat, mompelt Nero uitgeput: "Hela? In Vlaanderen Vlaams, hé?" Een oude Vlaams-nationalistische slogan. (strook 87)
- In strook 93 vinden we nog een verwijzing naar de koningskwestie: het Eskimo-opperhoofd blijkt verkozen met "55 van de 100 stemmen": hetzelfde aantal stemmen waarmee Leopold III na de volksraadpleging in 1950 mocht terugkeren als koning der Belgen.
- Pierre, de zeehond is volgens een onderschrift in strook 95 "het zeehondje dat in 1949 over het Kanaal zwom." Volgens Sleen is hij "van Californië naar zijn geboorteland teruggekeerd, had er genoeg van voor de Amerikaanse reclame te zwemmen."
- In strook 100 blijkt Adolf Hitler zich te verschuilen in een iglo in Alaska (strook 100). In Het Knalgele Koffertje(1958) blijkt hij zich op een onbewoond eiland schuil te houden. In De Terugkeer van Geeraard de Duivel (1983) bevindt hij zich samen met andere bekende slechteriken in de hel. Ook in strook 41 van De Held der Helden (1996) blijkt de Führer zich nog steeds in de hel te bevinden.
- In dit album krijgt Nero voor het eerst haar. In strook 114 drinkt van een rivier waardoor zijn haar groeit en de 2 karakteristieke haarsprieten op zijn hoofd ontstaan die hij voor de rest van de reeks zou behouden.